# Saint-Cyr-le-Chatoux
Saint-Cyr-le-Chatoux település Franciaországban, Rhône megyében. Lakosainak száma 156 fő (2022. január 1.). Saint-Cyr-le-Chatoux Lamure-sur-Azergues, Chambost-Allières, Rivolet és Vaux-en-Beaujolais községekkel határos.

## Népesség
A település népessége az elmúlt években az alábbi módon változott:
| Lakosok száma | 136  | 138  | 144  | 145  | 149  | 153  | 153  | 153  | 156  |
|               | 2013 | 2015 | 2016 | 2017 | 2018 | 2019 | 2020 | 2021 | 2022 |